# 青森県の灯台一覧
青森県の灯台一覧（あおもりけんのとうだいいちらん）は、青森県にある灯台及び、照射灯、灯標、等をまとめた一覧である。

## 灯台
- 階上灯台 青森県三戸郡階上町（小舟渡）
- 久六島灯台 青森県西津軽郡深浦町（久六島）
- 鮫角灯台 青森県八戸市（鮫角）
- 艫作埼灯台 青森県西津軽郡深浦町（艫作埼）
- 鳥居埼灯台 青森県西津軽郡深浦町（鳥居埼）
- 大戸瀬埼灯台 青森県西津軽郡深浦町（大戸瀬埼）
- 陸奥塩釜灯台 青森県三沢市（塩釜）
- 安井埼灯台 青森県東津軽郡平内町（安井埼）
- 陸奥大島灯台 青森県東津軽郡平内町（大島）
- 十三港南突堤灯台 青森県五所川原市（十三港南突堤外端）
- 陸奥弁天島灯台 青森県むつ市（弁天島）
- 小泊岬南灯台 青森県北津軽郡中泊町（小泊岬南側）
- 白糠灯台 青森県下北郡東通村（物見埼）
- 小泊岬北灯台 青森県北津軽郡中泊町（小泊岬北側）
- 平館灯台 青森県東津軽郡外ヶ浜町（明神埼）
- 陸奥黒埼灯台 青森県むつ市(黒埼)
- 高野埼灯台 青森県東津軽郡今別町（高野埼）
- 龍飛埼灯台 青森県東津軽郡外ヶ浜町（龍飛埼）
- 大魚島灯台 青森県下北郡佐井村（大魚島）
- 尻屋埼灯台 青森県下北郡東通村（尻屋埼）
- 大間埼灯台 青森県下北郡大間町（弁天島）

## 防波堤灯台
- 小舟渡航内東防波堤灯台 青森県三戸郡階上町（小舟渡航内東防波堤外端）
- 追越港東防波堤灯台 青森県三戸郡階上町（追越港東防波堤外端）
- 大蛇港外北防波堤灯台 青森県三戸郡階上町（大蛇港外北防波堤外端）
- 大久喜港北防波堤灯台 青森県八戸市（大久喜港北防波堤外端）
- 八戸港鮫内防波堤3号灯台 青森県八戸港第1区（鮫内防波堤3号外端）
- 八戸港河原木南防波堤東灯台 青森県八戸港第2区（河原木南防波堤東端）
- 八戸港蕪島防波堤灯台 青森県八戸港第1区（蕪島防波堤外端）
- 八戸港河原木西防波堤灯台 青森県八戸港第3区（河原木西防波堤外端）
- 八戸港河原木東防波堤灯台 青森県八戸港（河原木東防波堤外端）
- 八戸港白銀西防波堤東灯台 青森県八戸港第1区（白銀西防波堤東端）
- 八戸港白銀西防波堤西灯台 青森県八戸港第2区（白銀西防波堤西端）
- 八戸港白銀北防波堤灯台 青森県八戸港第1区（白銀北防波堤外端）
- 八戸港八太郎東防波堤灯台 青森県八戸港第3区（八太郎東防波堤外端）
- 八戸港八太郎北防波堤灯台 青森県八戸港第3区（八太郎北防波堤外端）
- 八戸港外港中央防波堤北灯台 青森県八戸港第3区（外港中央防波堤北端）
- 八戸港外港中央防波堤北仮設灯台 青森県八戸港第3区（外港中央防波堤北端）
- 岩崎港沢辺防波堤灯台 青森県西津軽郡深浦町（岩崎港沢辺防波堤外端）
- 岩崎港第二南防波堤灯台 青森県西津軽郡深浦町（岩崎港第二南防波堤外端）
- 岩崎港南防波堤灯台 青森県西津軽郡深浦町（岩崎港南防波堤外端）
- 舮作港西防波堤灯台 青森県西津軽郡深浦町（舮作港西防波堤外端）
- 深浦港深浦西防波堤灯台 青森県深浦港（深浦西防波堤外端）
- 深浦港深浦防波堤灯台 青森県深浦港（深浦防波堤外端）
- 深浦港西防波堤灯台 青森県深浦港（西防波堤外端）
- 三沢港内東防波堤灯台 青森県三沢市（三沢港内東防波堤外端）
- 北金ヶ沢港北防波堤灯台 青森県西津軽郡深浦町（北金ヶ沢港北防波堤外端）
- 鯵ケ沢港第一東防波堤灯台 青森県鯵ケ沢港（第一東防波堤外端）
- 鰺ケ沢港第一東防波堤灯台 青森県鰺ケ沢港（第一東防波堤外端）
- 鰺ケ沢港第二東防波堤灯台 青森県鯵ヶ沢港（第二東防波堤外端）
- 鰺ケ沢港北防波堤灯台 青森県鰺ケ沢港（北防波堤外端）
- 鯵ヶ沢港第二東防波堤灯台 青森県鯵ヶ沢港（第二東防波堤外端）
- 鯵ヶ沢東防波堤灯台 青森県鯵ヶ沢港（東防波堤外）
- 鯵ヶ沢港北防波堤灯台 青森県鯵ヶ沢港（北防波堤外）
- 青森港北防波堤西仮設灯浮標 青森県青森港第3区内（青森港北防波堤東灯台の北西方約600メートル）
- 青森港北防波堤東灯台 青森県青森港第2区（北防波堤東端）
- 青森港新北防波堤西灯台 青森県青森港第2区（新北防波堤西端）
- 青森漁港西防波堤灯台　 青森県青森港第4区（青森漁港西防波堤外端）
- 青森港北防波堤西灯台 青森県青森港（北防波堤西端）
- 青森港沖館西防波堤仮設灯浮標 青森県青森港第4区内（青森漁港西防波堤灯台の西北西方約3.8キロメートル）
- 青森港沖館西防波堤灯台 青森県青森港第2区（沖館西防波堤外端）
- 青森港木材港西防波堤灯台 青森県青森港第3区（木材港西防波堤外端）
- 青森港野内防波堤灯台 青森県青森港第3区（野内防波堤外端）
- 野辺地港東防波堤灯台 青森県野辺地港（東防波堤外端）
- 久栗坂港西防波堤灯台 青森県青森市（久栗坂港西防波堤外端）
- 野辺地漁港北防波堤灯台 青森県上北郡野辺地町（野辺地漁港北防波堤外端）
- 野辺地港西防波堤灯台 青森県野辺地港（西防波堤外端）
- 奥内港東防波堤灯台 青森県青森市（奥内港東防波堤外端）
- むつ小川原港新納屋南防波堤灯台 青森県むつ小川原港（外港南防波堤外端）
- 清水川港北防波堤灯台 青森県東津軽郡平内町（清水川港北防波堤外端）
- 後潟港東防波堤灯台 青森県青森市（後潟港東防波堤外端）
- 陸奥小湊漁港東防波堤灯台 青森県小湊港（小湊漁港東防波堤外端）
- 茂浦港西防波堤灯台 青森県東津軽郡平内町（茂浦港西防波堤外端）
- 陸奥小湊港東滝防波堤灯台 青森県小湊港（東滝防波堤外端）
- 稲生港浦田西防波堤灯台 青森県東津軽郡平内町（稲生港浦田西防波堤外端）
- 稲生港西防波堤灯台 青森県東津軽郡平内町（稲生港西防波堤外端）
- 東田沢港東防波堤灯台 青森県東津軽町平内町（東田沢港東防波堤外端）
- 蟹田港東防波堤灯台 青森県東津軽郡外ヶ浜町（蟹田港東防波堤外端）
- 陸奥横浜港西防波堤灯台 青森県上北郡横浜町（横浜港西防波堤外端）
- 白糠港焼山北防波堤灯台 青森県上北郡六ヶ所村（白糠港焼山北防波堤外端）
- 白糠港焼山第一東防波堤灯台 青森県上北郡六ヶ所村（白糠港焼山第一東防波堤外端）
- 白糠港物見埼南防波堤照射灯 青森県下北郡東通村（白糠灯台）
- 白糠港島防波堤灯台 青森県下北郡東通村（白糠港島防波堤外端）
- 小泊港第二東防波堤灯台 青森県小泊港（第二東防波堤外端）
- 小泊港北防波堤灯台 青森県小泊港（北防波堤外端）
- 脇野沢港東防波堤灯台 青森県脇野沢港（東防波堤外端）
- 脇野沢港第三東防波堤灯台 青森県脇野沢港（第三東防波堤外端）
- 平館港東防波堤灯台 青森県平館港（東防波堤外端）
- 東北電力東通原子力発電所専用港東防波堤灯台 青森県下北郡東通村（東通原子力発電所専用港東防波堤外端）
- 東北電力東通原子力発電所専用港南防波堤灯台 青森県下北郡東通村（東通原子力発電所専用港南防波堤外端）
- 今別港北防波堤灯台 青森県東津軽郡今別町（今別港北防波堤外端）
- 桧川港南防波堤灯台 青森県むつ市（桧川港南防波堤外端）
- 陸奥川内港南防波堤灯台 青森県川内港（南防波堤外端）
- 三厩港北防波堤灯台 青森県三厩港（北防波堤外端）
- 浜奥内港第一西防波堤灯台 青森県むつ市（浜奥内港第一西防波堤外端）
- 一本木港大泊北防波堤灯台 青森県東津軽郡今別町（一本木港大泊北防波堤外端）
- 一本木港砂ケ森北防波堤灯台 青森県東津軽郡今別町（一本木港砂ケ森北防波堤外端）
- 宇鉄港東防波堤灯台 青森県東津軽郡外ヶ浜町（宇鉄港東防波堤外端）
- 竜飛港第一北防波堤灯台 青森県東津軽郡外ヶ浜町（竜飛港第一北防波堤外端）
- 大湊港下北防波堤灯台 青森県大湊港（下北防波堤外端）
- 牛滝港西防波堤灯台 青森県下北郡佐井村（牛滝港西防波堤外端）
- 野牛港第二東防波堤北灯台 青森県下北郡東通村（野牛港第二東防波堤北端）
- 関根浜港東防波堤灯台 青森県むつ市（関根浜港東防波堤外端）
- 関根浜港西防波堤I灯台 青森県むつ市（関根浜港西防波堤I外端）
- 関根港第二西防波堤灯台 青森県むつ市（関根港第二西防波堤外端）
- 陸奥岩屋港北防波堤灯台 青森県下北郡東通村（陸奥岩屋港北防波堤外端）
- 陸奥岩屋港第二北防波堤灯台 青森県下北郡東通村（陸奥岩屋港第二北防波堤外端）
- 尻屋漁港東防波堤灯台 青森県下北郡東通村（尻屋漁港東防波堤外端）
- 大畑港第一東防波堤灯台 青森県大畑港（第一東防波堤外端）
- 尻屋岬港尻屋防波堤灯台 青森県尻屋岬港（尻屋防波堤外端）
- 尻屋岬港尻屋東防波堤灯台 青森県尻屋岬港（尻屋東防波堤外端）
- 大畑港北防波堤灯台 青森県大畑港（北防波堤外端）
- 大畑港東防波堤灯台 青森県大畑港（東防波堤外端）
- 佐井港北防波堤灯台 青森県佐井港（北防波堤外端）
- 下風呂港北防波堤灯台 青森県下北郡風間浦村（下風呂港北防波堤外端）
- 易国間港東防波堤灯台 青森県下北郡風間浦村（易国間港東防波堤外端）
- 奥戸港北防波堤灯台 青森県下北郡大間町（奥戸港北防波堤外端）
- 奥戸港防波堤灯台 青森県下北郡大間町（奥戸港北防波堤外端）
- 蛇浦港第二東防波堤北灯台 青森県下北郡風間浦村（蛇浦港第二東防波堤北端）
- 大間港大間原子力発電所西防波堤灯台 青森県大間港（大間原子力発電所西防波堤外端）
- 大間港根田内西防波堤灯台 青森県大間港（根田内西防波堤外端）
- 大間港北防波堤南灯台 青森県大間港（北防波堤南端）
- 大間港西防波堤灯台 青森県大間港（西防波堤外端）
- 大間港北防波堤北灯台 青森県大間港（北防波堤北端）
- 下手浜港東防波堤灯台 青森県下北郡大間町（下手浜港東防波堤外端）

## 照射灯
- 尻屋埼大根照射灯 青森県下北郡東通村（尻屋埼灯台）
- 鳥居埼北方照射灯 青森県西津軽郡深浦町（鳥居埼灯台）
- 八戸尾埼日出岩照射灯 青森県八戸市（尾埼）

## 灯標
- ゲンベイ礁灯標 青森県下北郡大間町（大間埼灯台の南南東方約560メートル）
- 大間港大間原子力発電所放水口A灯標 青森県大間港（大間原子力発電所西防波堤灯台の南方約220メートル）
- 大間港大間原子力発電所放水口B灯標 青森県大間港（大間原子力発電所西防波堤灯台の南方約380メートル）
- 青森港航路第1号灯標 青森県青森港第2区（青森港北防波堤東灯台の北北東方約2.1キロメートル）
- 青森港航路第2号灯標 青森県青森港第2区（青森港北防波堤東灯台の北方約2.0キロメートル）
- 青森港航路第3号灯標 青森県青森港第2区（青森港北防波堤東灯台の北方約930メートル）
- 青森港航路第4号灯標 青森県青森港第2区（青森港北防波堤東灯台の北北西方約1.0キロメートル）

## 灯浮標
- 八戸沖波浪観測灯浮標 鮫角灯台（青森県八戸市）の北東方約18キロメートル
- 青森港東航路第3号灯浮標 青森県青森港内（青森港北防波堤東灯台の北東方約980メートル）
- 青森港東航路第4号灯浮標 青森県青森港内（青森港北防波堤東灯台の北北東方約820メートル）
- 青森港航路第4号灯浮標 青森県青森港第2区（青森港北防波堤東灯台の北北西方約1.0キロメートル）
- 青森港航路第3号灯浮標 青森県青森港第2区（青森港北防波堤東灯台の北方約930メートル）
- 青森港東航路第1号灯浮標 青森県青森港内（青森港北防波堤東灯台の北北東方約2.3キロメートル）
- 青森港東航路第2号灯浮標 青森県青森港内（青森港北防波堤東灯台の北北東方約2.2キロメートル）
- 青森港航路第2号灯浮標 青森県青森港第2区（青森港北防波堤東灯台の北方約2.0キロメートル）
- 青森港航路第1号灯浮標 青森県青森港第2区（青森港北防波堤東灯台の北北東方約2.1キロメートル）
- 青森港沖館第1号灯浮標 青森県青森港第3区（青森港沖館西防波堤灯台の北東方約2.0キロメートル）
- 青森港沖館第2号灯浮標 青森県青森港第3区（青森港沖館西防波堤灯台の北東方約2.1キロメートル）
- 鼻繰埼沖三井石油第2号灯浮標 鼻繰埼（青森県青森市）の北西方約4.5キロメートル
- 鼻繰埼沖三井石油第4号灯浮標 鼻繰埼（青森県青森市）の北西方約1.8キロメートル
- 鼻繰埼沖三井液化ガス第2号灯浮標 鼻繰埼（青森県青森市）の北西方約4.5キロメートル
- 鼻繰埼沖三井液化ガス第4号灯浮標 鼻繰埼（青森県青森市）の北西方約1.8キロメートル
- むつ小川原港鷹架第1号灯浮標 青森県むつ小川原港（むつ小川原港新納屋南防波堤灯台の北方約470メートル）
- むつ小川原港鷹架第5号灯浮標 青森県むつ小川原港（むつ小川原港新納屋南防波堤灯台の北西方約1.1キロメートル）
- むつ小川原港鷹架第4号灯浮標 青森県むつ小川原港（むつ小川原港新納屋南防波堤灯台の北方約1.0キロメートル）
- むつ小川原港鷹架第6号灯浮標 青森県むつ小川原港（むつ小川原港新納屋南防波堤灯台の北西方約1.5キロメートル）
- むつ小川原港国家石油備蓄基地輸送施設工事用灯浮標 青森県むつ小川原港（陸奥塩釜灯台の北方約16キロメートル）
- むつ小川原港日本原燃海洋放出管C仮設灯浮標 青森県むつ小川原港内（むつ小川原港新納屋南防波堤灯台の北北東方約3.3キロメートル）
- むつ小川原港海洋観測B灯浮標 青森県むつ小川原港（むつ小川原港新納屋南防波堤灯台の北北東方約3.8キロメートル）
- むつ小川原港日本原燃海洋放出管B灯浮標 青森県むつ小川原港（むつ小川原港新納屋南防波堤灯台の北北東方約4.3キロメートル）
- むつ小川原港日本原燃海洋放出管A灯浮標 青森県むつ小川原港（むつ小川原港新納屋南防波堤灯台の北北東方約4.4キロメートル）
- むつ小川原港海洋観測C灯浮標 青森県むつ小川原港（むつ小川原港新納屋南防波堤灯台の北北東方約4.2キロメートル）
- むつ小川原港日本原燃海洋放出管C灯浮標 青森県むつ小川原港（むつ小川原港新納屋南防波堤灯台の北北東方約4.4キロメートル）
- むつ小川原港日本原燃海洋放出管D灯浮標 青森県むつ小川原港（むつ小川原港新納屋南防波堤灯台の北北東方約4.4キロメートル）
- むつ小川原港海洋観測A灯浮標 青森県むつ小川原港（むつ小川原港新納屋南防波堤灯台の北北東方約4.9キロメートル）
- むつ小川原港海洋観測灯浮標 青森県むつ小川原港（むつ小川原港新納屋南防波堤灯台の北北東方約4.9キロメートル）
- 蟹田沖第1号灯浮標 蟹田港東防波堤灯台（青森県東津軽郡外ヶ浜町）の東方約4.0キロメートル
- 川内沖陸奥湾海況自動観測システム灯浮標 陸奥大島灯台（青森県東津軽郡平内町）の北東方約12キロメートル
- 平館沖陸奥湾海況自動観測システム灯浮標 平館灯台（青森県東津軽郡外ケ浜町）の南東方約3.4キロメートル
- 東京電力東通原子力発電所専用港工事E灯浮標 白糠灯台（青森県下北郡東通村）の北北東方約7.9キロメートル
- 東京電力東通原子力発電所専用港工事D灯浮標 白糠灯台（青森県下北郡東通村）の北北東方約7.9キロメートル
- 東京電力東通原子力発電所専用港工事C灯浮標 白糠灯台（青森県下北郡東通村）の北北東方約8.4キロメートル
- 東京電力東通原子力発電所専用港工事B灯浮標 白糠灯台（青森県下北郡東通村）の北北東方約9.0キロメートル
- 東京電力東通原子力発電所専用港工事A灯浮標 白糠灯台（青森県下北郡東通村）の北北東方約9.0キロメートル
- 大湊港灯浮標 青森県大湊港（芦埼の北北西方約75メートル）
- 関根浜港沖第5号灯浮標 関根浜港西防波堤I灯台（青森県むつ市）の東北東方約1.3キロメートル
- 関根浜港沖第6号灯浮標 関根浜港西防波堤I灯台（青森県むつ市）の東北東方約1.2キロメートル
- 関根浜港沖第3号灯浮標 関根浜港西防波堤I灯台（青森県むつ市）の北東方約3.0キロメートル
- 関根浜港沖第4号灯浮標 関根浜港西防波堤I灯台（青森県むつ市）の北東方約2.9キロメートル
- 関根浜港沖第1号灯浮標 関根浜港西防波堤I灯台（青森県むつ市）の北東方約4.7キロメートル
- 関根浜港沖第2号灯浮標 関根浜港西防波堤I灯台（青森県むつ市）の北東方約4.7キロメートル
- 大畑港第1号灯浮標 大畑港第一東防波堤灯台（青森県下北郡大畑町）の東北東方約3.4キロメートル
- 大間港大間原子力発電所工事C灯浮標 青森県大間港（大間港根田内西防波堤灯台の南方約1.8キロメートル）
- 大間港大間原子力発電所工事B灯浮標 青森県大間港（大間港根田内西防波堤灯台の南方約1.5キロメートル）
- 大間港大間原子力発電所工事A灯浮標 青森県大間港（大間港根田内西防波堤灯台の南方約1.3キロメートル）

## 橋梁灯
- 八戸シーガルブリッジ橋梁灯（C1灯） 青森県八戸港第3区（八戸港八太郎東防波堤灯台の南南東方約2.3キロメートル）
- 八戸シーガルブリッジ橋梁灯（C2灯） 青森県八戸港第3区（八戸港八太郎東防波堤灯台の南南東方約2.3キロメートル）
- 八戸シーガルブリッジ橋梁灯（L1灯） 八戸シーガルブリッジ橋梁灯（C1灯）の北東方約30メートル
- 八戸シーガルブリッジ橋梁灯（L2灯） 八戸シーガルブリッジ橋梁灯（C2灯）の北東方約30メートル
- 八戸シーガルブリッジ橋梁灯（P1灯） 八戸シーガルブリッジ橋梁灯（C1灯）の北東方約59メートル
- 八戸シーガルブリッジ橋梁灯（P2灯） 八戸シーガルブリッジ橋梁灯（C2灯）の北東方約59メートル
- 八戸シーガルブリッジ橋梁灯（P3灯） 八戸シーガルブリッジ橋梁灯（C1灯）の南西方約39メートル
- 八戸シーガルブリッジ橋梁灯（P4灯） 八戸シーガルブリッジ橋梁灯（C2灯）の南西方約39メートル
- 八戸シーガルブリッジ橋梁灯（R1灯） 八戸シーガルブリッジ橋梁灯（C1灯）の南西方約30メートル
- 八戸シーガルブリッジ橋梁灯（R2灯） 八戸シーガルブリッジ橋梁灯（C2灯）の南西方約30メートル
- 八戸港ポートアイランド連絡橋橋梁灯（C1灯） 青森県八戸港第3区内（八戸港八太郎東防波堤灯台の南南東方約2.3キロメートル）
- 八戸港ポートアイランド連絡橋橋梁灯（C2灯） 青森県八戸港第3区内（八戸港八太郎東防波堤灯台の南南東方約2.3キロメートル)
- 八戸港ポートアイランド連絡橋橋梁灯（L1灯） 戸港ポートアイランド連絡橋橋梁灯（C1灯）の北東方約30メートル
- 八戸港ポートアイランド連絡橋橋梁灯（L2灯） 八戸港ポートアイランド連絡橋橋梁灯（C2灯）の北東方約30メートル
- 八戸港ポートアイランド連絡橋橋梁灯（P1灯） 八戸港ポートアイランド連絡橋橋梁灯（C1灯）の北東方約59メートル
- 八戸港ポートアイランド連絡橋橋梁灯（P2灯） 八戸港ポートアイランド連絡橋橋梁灯（C2灯）の北東方約59メートル
- 八戸港ポートアイランド連絡橋橋梁灯（P3灯） 八戸港ポートアイランド連絡橋橋梁灯（C1灯）の南西方約39メートル
- 八戸港ポートアイランド連絡橋橋梁灯（P4灯） 八戸港ポートアイランド連絡橋橋梁灯（C2灯）の南西方約39メートル
- 八戸港ポートアイランド連絡橋橋梁灯（R1灯） 八戸港ポートアイランド連絡橋橋梁灯（C1灯）の南西方約30メートル
- 八戸港ポートアイランド連絡橋橋梁灯（R2灯） 八戸港ポートアイランド連絡橋橋梁灯（C2灯）の南西方約30メートル
- 八戸大橋橋梁灯（C1灯） 青森県八戸港（八戸港河原木南防波堤東灯台の南西方約1.1キロメートル）

## 橋梁標
- 八戸シーガルブリッジ橋梁標（C1標） 青森県八戸港第3区内（八戸港八太郎東防波堤灯台の南南東方約2.3キロメートル）
- 八戸シーガルブリッジ橋梁標（C2標） 青森県八戸港第3区内（八戸港八太郎東防波堤灯台の南南東方約2.3キロメートル）
- 八戸シーガルブリッジ橋梁標（L1標） 八戸シーガルブリッジ橋梁標（C1標）の北東方約30メートル
- 八戸シーガルブリッジ橋梁標（L2標） 八戸シーガルブリッジ橋梁標（C2標）の北東方約30メートル
- 八戸シーガルブリッジ橋梁標（R1標） 八戸シーガルブリッジ橋梁標（C1標）の南西方約30メートル
- 八戸シーガルブリッジ橋梁標（R2標） 八戸シーガルブリッジ橋梁標（C2標）の南西方約30メートル
- 八戸港ポートアイランド連絡橋橋梁標（C1標） 青森県八戸港第3区内（八戸港八太郎東防波堤灯台の南南東方約2.3キロメートル）
- 八戸港ポートアイランド連絡橋橋梁標（C2標） 青森県八戸港第3区内（八戸港八太郎東防波堤灯台の南南東方約2.3キロメートル）
- 八戸港ポートアイランド連絡橋橋梁標（L1標） 八戸港ポートアイランド連絡橋橋梁標（C1標）の北東方約30メートル
- 八戸港ポートアイランド連絡橋橋梁標（L2標） 八戸港ポートアイランド連絡橋橋梁標（C2標）の北東方約30メートル
- 八戸港ポートアイランド連絡橋橋梁標（R1標） 八戸港ポートアイランド連絡橋橋梁標（C1標）の南西方約30メートル
- 八戸港ポートアイランド連絡橋橋梁標（R2標） 八戸港ポートアイランド連絡橋橋梁標（C2標）の南西方約30メートル

## その他
- 大間港大間原子力発電所導標（前標）青森県大間港（大間港大間原子力発電所西防波堤灯台の東方約550メートル）
- 大間港大間原子力発電所導標（後標）青森県大間港（前標の東方約190メートル）
- 東北電力東通原子力発電所専用港管理区域A立標 白糠灯台（青森県下北郡東通村（物見埼））の北方約6.7キロメートル
- 東北電力東通原子力発電所専用港管理区域B浮標 白糠灯台（青森県下北郡東通村（物見埼））の北方約6.5キロメートル
- 東北電力東通原子力発電所専用港管理区域C浮標 白糠灯台（青森県下北郡東通村（物見埼））の北方約5.8キロメートル
- 東北電力東通原子力発電所専用港管理区域D浮標 白糠灯台（青森県下北郡東通村（物見埼））の北方約5.2キロメートル
- 東北電力東通原子力発電所専用港管理区域E立標 白糠灯台（青森県下北郡東通村（物見埼））の北方約5.3キロメートル
- むつ小川原港国家石油備蓄基地シーバース灯 青森県むつ小川原港（陸奥塩釜灯台の北方約16キロメートル）
- むつ小川原港国家石油備蓄基地輸送用係留浮標灯 青森県むつ小川原港（陸奥塩釜灯台の北方約16キロメートル）
- 関根浜港指向灯 青森県むつ市（関根浜港西防波堤I上）
- 尻屋埼ディファレンシャルGPS局 青森県下北郡東通村（尻屋埼無線方位信号所）
- 大間埼無線方位信号所 青森県下北郡大間町（大間埼灯台）
- 大間埼霧信号所 青森県下北郡大間町（弁天島）
- 龍飛埼霧信号所 青森県東津軽郡三厩町（竜飛埼）